# Élections législatives vanuataises de 2025
Les élections législatives vanuataises de 2025 ont lieu le 16 janvier 2025 afin de renouveler pour quatre ans les cinquante-deux sièges du Parlement du Vanuatu. Le scrutin intervient de manière anticipée un an avant la date prévue. Le 11 février, les députés élisent Jotham Napat au poste de Premier ministre.

## Contexte

### Élections législatives de 2022
Les précédentes élections d'octobre 2022, ont déjà eu lieu de manière anticipée. Confronté au risque d'une motion de censure, le Premier ministre Bob Loughman fait en effet dissoudre le Parlement par le Président Nikenike Vurobaravu. Son gouvernement perd toutefois sa majorité parlementaire lors du scrutin et le candidat de l'opposition sortante, Ishmael Kalsakau, est élu Premier ministre par la nouvelle assemblée le 4 novembre.

### Instabilité gouvernementale et dissolution

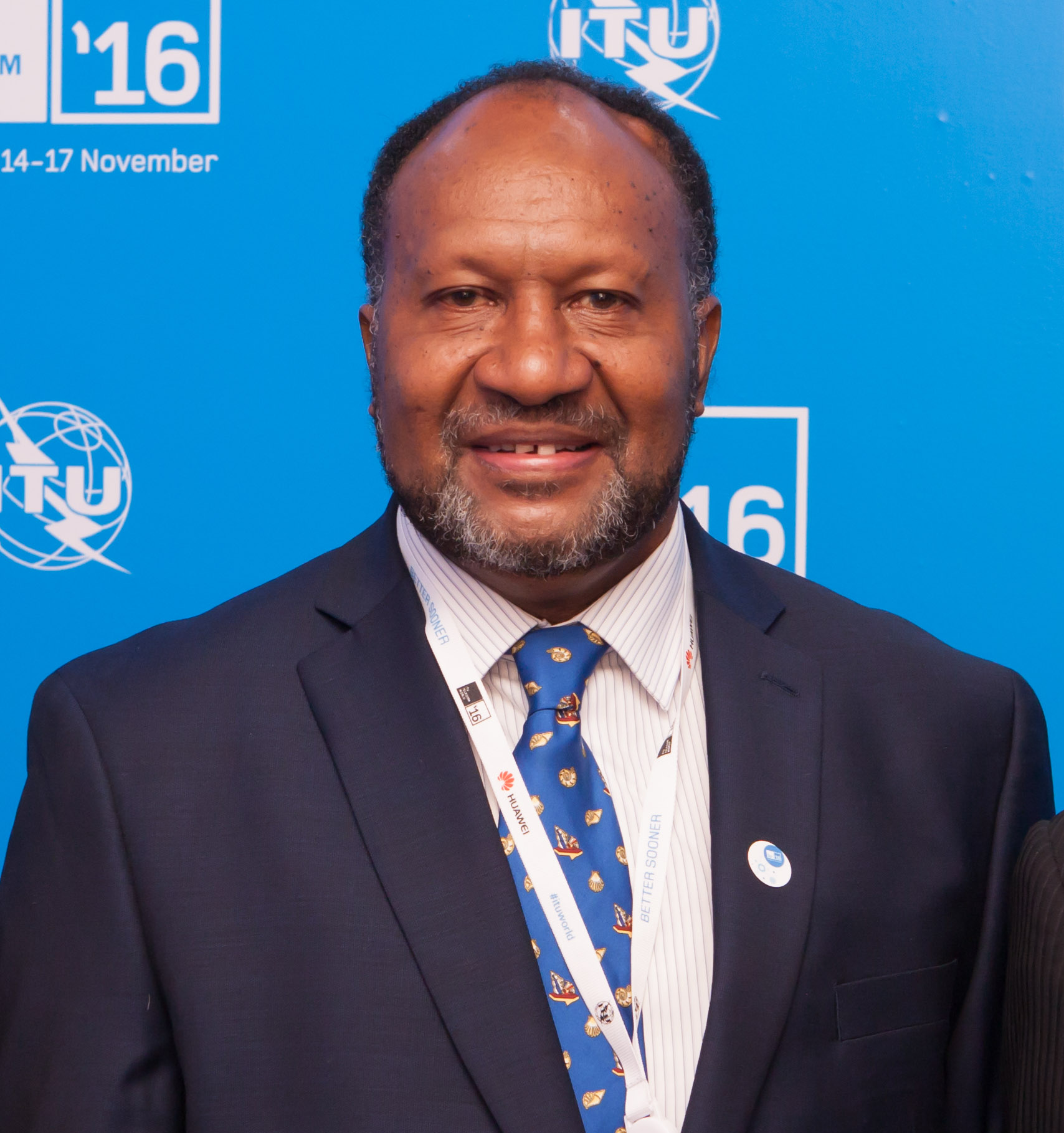
Le Premier ministre sortant Charlot Salwai.

Le 15 août 2023, l'opposition parlementaire menée par Bob Loughman, qui reproche à Ishmael Kalsakau à la fois d'avoir accru le salaire minimum et d'avoir potentiellement compromis les relations économiques du Vanuatu avec la Chine en signant un accord de coopération avec l'Australie en matière de sécurité intérieure et de défense, vote une motion de défiance à son encontre au Parlement, adoptée par vingt-six voix contre vingt-trois. Après une période d'incertitude juridique, la Cour suprême confirme le 4 septembre que vingt-six voix suffisent pour renverser le gouvernement, et le mandat d'Ishmael Kalsakau comme Premier ministre prend fin. Les députés élisent Sato Kilman, qui souhaite resserrer les relations du pays avec la Chine, à sa succession,,. Le 6 octobre suivant, le gouvernement Kilman est renversé par une nouvelle motion de censure au Parlement avec vingt-sept voix et Charlot Salwai est élu Premier ministre avec les voix de vingt-neuf députés.
La vie politique vanuataise du début des années 2020 est ainsi, selon le journal The Vanuatu Daily Post, « instable, avec des motions de censure et des luttes de pouvoir entre les partis, qui font obstruction de manière répétée aux services publics, au développement économique et au progrès de la nation ».
Un référendum constitutionnel se tient le 29 mai 2024 sur deux amendements à la Constitution visant à endiguer la crise gouvernementale. Proposés par le gouvernement de Charlot Salwai, ces amendements marquent une première historique en atteignant le stade d'un vote populaire. Le premier interdit aux députés de conserver leur siège s'ils quittent leur parti d'origine, et le second impose aux élus indépendants de rejoindre un parti après leur élection. Les deux mesures sont approuvées par près de 60 % des votants.
En novembre 2024, faisant face à une énième motion de censure, le Premier ministre Charlot Salwai obtient du président Nikenike Vurobaravu une dissolution du Parlement et la tenue de nouvelles élections anticipées pour janvier. La date des élections est initialement prévue le 14 janvier 2025, mais celles-ci sont décalées de deux jours, pour se tenir le 16 janvier, à la suite du séisme du 17 décembre 2024,.

## Système électoral
Le Vanuatu est une république à régime parlementaire. Le Parlement du Vanuatu est un parlement monocaméral composé de 52 sièges pourvus pour quatre ans au vote unique non transférable dans dix huit circonscriptions électorales de un à sept sièges chacune. Les électeurs votent pour un seul candidat dans leur circonscription, et les candidats ayant reçu le plus de voix dans celle-ci sont élus à hauteur du nombre de sièges qui y sont à pourvoir. Lorsqu'un seul siège est en jeu, le vote prend de fait la forme d'un scrutin uninominal majoritaire à un tour,.
Après les élections, les nouveaux députés doivent choisir un nouveau Premier ministre, ou bien renouveler leur confiance dans le Premier ministre sortant.

## Partis politiques
La loi électorale de 2023 dispose que les partis politiques doivent désormais être formellement constitués. Pour les élections de 2025, vingt-cinq partis sont constitués, reconnus par le Bureau électoral et donc autorisés à concourir ; vingt-trois y participent effectivement,.
Conformément à un amendement à la loi électorale approuvé par référendum en mai 2024, un député élu indépendant ou un député qui est le seul élu de son parti doit obligatoirement rejoindre l'un des partis parlementaires dans un délai de trois mois, sous peine de perdre son siège.

## Principales forces en présences
| Parti | Parti                                         | Dirigeant        | Orientation politique historique                                             | Sièges en 2022 |
| ----- | --------------------------------------------- | ---------------- | ---------------------------------------------------------------------------- | -------------- |
|       | Vanua'aku Pati                                | Johnny Koanapo   | centriste (historiquement de gauche), anglophone, protestant, centralisateur | 7              |
|       | Union des partis modérés                      | Ishmael Kalsakau | conservateur, francophone, historiquement favorable à la décentralisation    | 7              |
|       | Mouvement de réunification pour le changement | Charlot Salwai   | scission de l'UPM                                                            | 5              |
|       | Parti des dirigeants de Vanuatu               | Jotham Napat     | attrape-tout                                                                 | 5              |
|       | Parti du développement rural                  | Jay Ngwele       | scission du Vanua'aku Pati                                                   | 4              |
|       | Terre et justice                              | Ralph Regenvanu  | traditionaliste, réformiste                                                  | 4              |
|       | Parti national unifié                         | Ham Lini         | scission du Vanua'aku Pati                                                   | 4              |

## Résultats

### Résultats nationaux
Comme toutes les élections depuis celles de 1991, les élections de 2025 produisent un parlement sans majorité. Sept partis remportent au moins cinq sièges chacun, tandis que huit partis n'obtiennent qu'un seul élu chacun ; conformément à la nouvelle loi électorale, ces huit députés devront changer d'étiquette et se joindre à l'un des « grands » partis sous peine de perdre leur siège. Il en va de même pour l'unique député élu en indépendant, Gaetan Pikioune, qui devra adhérer à l'un des principaux partis.
Les anciens Premiers ministres Bob Loughman et Sato Kilman perdent tous deux leur siège de député, le Parti progressiste populaire de Sato Kilman disparaissant par ailleurs du Parlement. Le doyen du Parlement Esmon Saimon, qui siège sans discontinuer depuis 1998, est également battu dans sa circonscription,.
|                           |                                                  |         |       |      |        |               |  |  |  |
| Partis                    | Partis                                           | Voix    | %     | +/-  | Sièges | +/-           |  |  |  |
|                           | Parti des dirigeants                             | 16 183  | 11,07 | 3,71 | 9      | 4             |  |  |  |
|                           | Vanua'aku Pati                                   | 21 473  | 14,70 | 0,80 | 7      | en stagnation |  |  |  |
|                           | Union des partis modérés                         | 22 663  | 15,51 | 4,00 | 6      | 1             |  |  |  |
|                           | Parti du développement rural                     | 8 069   | 5,52  | 3,13 | 6      | 2             |  |  |  |
|                           | Groupe Iauko                                     | 9 383   | 6,42  | 0,30 | 6      | 3             |  |  |  |
|                           | Terre et justice                                 | 9 666   | 6,61  | 1,09 | 5      | 1             |  |  |  |
|                           | Mouvement de réunification pour le changement    | 17 119  | 11,72 | 4,29 | 5      | en stagnation |  |  |  |
|                           | Confédération verte                              | 2 606   | 1,78  | 0,01 | 1      | 1             |  |  |  |
|                           | Parti national unifié                            | 3 578   | 2,45  | 1,36 | 1      | 3             |  |  |  |
|                           | Nagriamel                                        | 3 102   | 2,12  | 0,33 | 1      | en stagnation |  |  |  |
|                           | Parti pour le développement progressif           | 2 281   | 1,56  | 0,56 | 1      | en stagnation |  |  |  |
|                           | Laverwo Pati                                     | 3 499   | 2,39  | 1,39 | 1      | en stagnation |  |  |  |
|                           | Mouvement coutumier ngwasoanda                   | 1 012   | 0,69  | 0,03 | 1      | en stagnation |  |  |  |
|                           | Mouvement Namarakieana                           | 462     | 0,32  | 0,32 | 1      | en stagnation |  |  |  |
|                           | Parti progressiste populaire                     | 1 310   | 0,90  | 1,53 | 0      | 2             |  |  |  |
|                           | Parti populaire pour l'unité et le développement | 1 020   | 0,70  | 0,71 | 0      | 1             |  |  |  |
|                           | Parti du développement national                  | 1 849   | 1,27  | 0,04 | 0      | 1             |  |  |  |
|                           | Autres partis (six)                              | 7 403   | 5,07  | –    | 0      | –             |  |  |  |
|                           | Indépendants                                     | 13 445  | 9,20  | 0,16 | 1      | en stagnation |  |  |  |
|                           |                                                  |         |       |      |        |               |  |  |  |
| Votes valides             | Votes valides                                    | 146 123 | 99,65 |      |        |               |  |  |  |
| Votes blancs et invalides | Votes blancs et invalides                        | 508     | 0,35  |      |        |               |  |  |  |
| Total                     | Total                                            | 146 631 | 100   | –    | 52     | en stagnation |  |  |  |
| Abstention                | Abstention                                       | 65 614  | 30,91 |      |        |               |  |  |  |
| Inscrits / participation  | Inscrits / participation                         | 212 245 | 69,09 |      |        |               |  |  |  |

### Résultats par circonscription
Ambae : 3 sièges
| Candidat, | Candidat,           | Parti                        | Voix | Pourcentage | Résultat      |
| --------- | ------------------- | ---------------------------- | ---- | ----------- | ------------- |
|           | Howard Aru          | Vanua'aku Pati               |      |             |               |
|           | Jay Ngwele          | Parti du développement rural |      |             | réélu         |
|           | Dickson Mala        | Parti du développement rural |      |             |               |
|           | Joe Tari            | Parti national unifié        |      |             |               |
|           | John Qetu           | Groupe Iauko                 |      |             | réélu         |
|           | Jean-Jacques Ngwele | Groupe Iauko                 |      |             | élu           |
|           | Manson Vina         | Parti des dirigeants         |      |             |               |
|           | Nadia Kanegai       | Indépendant                  |      |             |               |
|           | James Bule          | PPUD                         |      |             | sortant battu |
|           | Steven Aru          | Indépendant                  |      |             |               |

Ambrym : 2 sièges
| Candidat | Candidat          | Parti                                  | Voix | Pourcentage | Résultat |
| -------- | ----------------- | -------------------------------------- | ---- | ----------- | -------- |
|          | Jean-Alain Bong   | MRC                                    |      |             |          |
|          | Elie Sagan Yeoye  | PPUD                                   |      |             |          |
|          | John Salong       | Terre et Justice                       |      |             | réélu    |
|          | Basile Buleban    | Parti du développement rural           |      |             | réélu    |
|          | Thompson Damasing | Parti national unifié                  |      |             |          |
|          | Norbert Napong    | Parti de la gouvernance traditionnelle |      |             |          |
|          | Michel Hota       | Indépendant                            |      |             |          |
|          | Olsen Tama        | Vanua'aku Pati                         |      |             |          |

îles Banks : 1 siège
| Candidat | Candidat            | Parti                        | Voix | Pourcentage | Résultat      |
| -------- | ------------------- | ---------------------------- | ---- | ----------- | ------------- |
|          | Edmon Sovan         | MRC                          |      |             |               |
|          | Jack Wona           | Parti du développement rural |      |             | sortant battu |
|          | Shadrack Welegtabit | Terre et Justice             |      |             |               |
|          | Silas Moffet        | Parti des dirigeants         |      |             | élu           |
|          | Dunstan Hilton      | Parti progressiste populaire |      |             |               |
|          | Danstan Tula        | Vanua'aku Pati               |      |             |               |

îles Torrès : 1 siège
| Candidat | Candidat          | Parti                           | Voix | Pourcentage | Résultat      |
| -------- | ----------------- | ------------------------------- | ---- | ----------- | ------------- |
|          | John Joseph       | Vanua'aku Pati                  |      |             | élu           |
|          | Christophe Emelee | Parti du développement national |      |             | sortant battu |
|          | Arthur Kete       | Parti des dirigeants            |      |             |               |

Éfaté (hors Port-Vila) : 5 sièges
| Candidat | Candidat              | Parti                                         | Voix | Pourcentage | Résultat        |
| -------- | --------------------- | --------------------------------------------- | ---- | ----------- | --------------- |
|          | Stephen Felix         | Parti des dirigeants                          |      |             | élu             |
|          | Katawa Vatoko         | Laverwo Pati                                  |      |             |                 |
|          | Johnston Tau          | Wan Nakamal Pati                              |      |             |                 |
|          | Matai Kaltabanag      | Groupe Iauko                                  |      |             | élu             |
|          | Pita Bae              | Wan Nakamal Pati                              |      |             |                 |
|          | Morris Kaloran        | Parti de l'autosuffisance de Vanuatu          |      |             |                 |
|          | Jean-Baptiste Tama    | Union des partis modérés                      |      |             | sortant battu   |
|          | Gloria Julia King     | Union des partis modérés                      |      |             | sortante battue |
|          | Luo Jesse             | Union des partis modérés                      |      |             | réélu           |
|          | Jack Norris Kalmet    | MRC                                           |      |             | réélu           |
|          | Fred Samuel           | Vanua'aku Pati                                |      |             | élu             |
|          | Emmanuel Kalomet      | Parti national pour la gouvernance coutumière |      |             |                 |
|          | Athy Simeon           | Terre et Justice                              |      |             |                 |
|          | Charles Carlot        | Parti de la gouvernance traditionnelle        |      |             |                 |
|          | Andrew Kalpoilep      | Parti de la gouvernance traditionnelle        |      |             | sortant battu   |
|          | Moana Jacques Kalosil | Confédération verte                           |      |             |                 |
|          | Steven Kalsakau       | Parti du développement national               |      |             |                 |
|          | Saksak Edmond Saksak  | Indépendant                                   |      |             |                 |
|          | Roro Sambo            | Indépendant                                   |      |             |                 |
|          | Cliffson Kalkau       | Mouvement de transformation de l'Océanie      |      |             |                 |
|          | John Nalwang          | Indépendant                                   |      |             |                 |
|          | Bernard Laouto        | Indépendant                                   |      |             |                 |

Épi : 2 sièges
| Candidat | Candidat      | Parti                                        | Voix | Pourcentage | Résultat      |
| -------- | ------------- | -------------------------------------------- | ---- | ----------- | ------------- |
|          | Seoule Simeon | Laverwo Pati                                 |      |             | réélu         |
|          | Robert Bohn   | Parti du développement progressif de Vanuatu |      |             | élu           |
|          | Rose Amanbath | Oyoramada Muvmen                             |      |             |               |
|          | John Nil      | Parti du développement progressif de Vanuatu |      |             | sortant battu |
|          | Maël Omawa    | Union des partis modérés                     |      |             |               |

Luganville : 2 sièges
| Candidat | Candidat       | Parti                    | Voix | Pourcentage | Résultat |
| -------- | -------------- | ------------------------ | ---- | ----------- | -------- |
|          | Matai Seremiah | Parti des dirigeants     |      |             | réélu    |
|          | Rex Takataveti | Union des partis modérés |      |             |          |
|          | Eric Tahun     | Vanua'aku Pati           |      |             |          |
|          | Marc Ati       | Groupe Iauko             |      |             | réélu    |
|          | Santus Wari    | Nagriamel                |      |             |          |
|          | Keith Wilson   | Indépendant              |      |             |          |

Maewo : 1 siège
| Candidat | Candidat       | Parti                          | Voix | Pourcentage | Résultat |
| -------- | -------------- | ------------------------------ | ---- | ----------- | -------- |
|          | Issen Gabani   | Vanua'aku Pati                 |      |             |          |
|          | Vanessa Molisa | Laverwo Pati                   |      |             |          |
|          | Ian Wilson     | Mouvement coutumier ngwasoanda |      |             | réélu    |

Malekula : 7 sièges
| Candidat | Candidat             | Parti                                                    | Voix | Pourcentage | Résultat      |
| -------- | -------------------- | -------------------------------------------------------- | ---- | ----------- | ------------- |
|          | Terry Alick          | Terre et Justice                                         |      |             | réélu         |
|          | Paul Paolo           | Terre et Justice                                         |      |             | élu           |
|          | Jones Nalnimbwen     | Parti des dirigeants                                     |      |             | élu           |
|          | Gordon Regenvanu     | Laverwo Pati                                             |      |             |               |
|          | Micha Oliver         | Parti du développement rural                             |      |             | élu           |
|          | Esmon Saimon         | Vanua'aku Pati                                           |      |             | sortant battu |
|          | Grégoire Nimbtik     | Vanua'aku Pati                                           |      |             |               |
|          | Gordon Arnhambath    | Vanua'aku Pati                                           |      |             |               |
|          | Felix Fatdal         | Vanua'aku Pati                                           |      |             |               |
|          | Josey Avimbong       | Mouvement politique pour la vertu, la paix et la justice |      |             |               |
|          | Hymak Anatole        | Union des partis modérés                                 |      |             | réélu         |
|          | Roméo Leyrou         | Union des partis modérés                                 |      |             |               |
|          | Marcelino Barthelemy | MRC                                                      |      |             | réélu         |
|          | Warren Amrunugh      | MRC                                                      |      |             |               |
|          | Jérôme Ludvaune      | Parti du développement national                          |      |             |               |
|          | David Malian         | Parti progressiste populaire                             |      |             |               |
|          | Sato Kilman          | Parti progressiste populaire                             |      |             | sortant battu |
|          | Sanick Asang         | Parti national unifié                                    |      |             |               |
|          | Jack Whitley         | Indépendant                                              |      |             |               |
|          | Clipson Shadrack     | Indépendant                                              |      |             |               |
|          | Charlie Maniel       | Indépendant                                              |      |             |               |
|          | Albert Slee          | Indépendant                                              |      |             |               |
|          | Don Ken              | Indépendant                                              |      |             | sortant battu |
|          | Gracia Shadrack      | Parti du développement rural                             |      |             | réélu         |
|          | Guytou Julun         | Confédération verte                                      |      |             |               |
|          | Donald Restuetune    | Alliance démocrate pour le changement                    |      |             |               |

Malo et Aore : 1 siège
| Candidat | Candidat           | Parti                    | Voix | Pourcentage | Résultat      |
| -------- | ------------------ | ------------------------ | ---- | ----------- | ------------- |
|          | Russel Tamata      | Parti des dirigeants     |      |             |               |
|          | Wesly Rasu         | Vanua'aku Pati           |      |             | sortant battu |
|          | Allan Liki         | Union des partis modérés |      |             | élu           |
|          | Urinamoli Warawara | Terre et Justice         |      |             |               |

Paama : 1 siège
| Candidat | Candidat           | Parti                                        | Voix | Pourcentage | Résultat |
| -------- | ------------------ | -------------------------------------------- | ---- | ----------- | -------- |
|          | Job Sam Andy       | Parti des dirigeants                         |      |             | réélu    |
|          | Jonas James        | Parti du développement progressif de Vanuatu |      |             |          |
|          | Terry Mailagong    | Vanua'aku Pati                               |      |             |          |
|          | Johnny Willie      | Groupe Iauko                                 |      |             |          |
|          | Floyd Green Sovuai | Laverwo Pati                                 |      |             |          |
|          | Willie Galeb       | Union des partis modérés                     |      |             |          |

Pentecôte : 4 sièges
| Candidat | Candidat               | Parti                                         | Voix | Pourcentage | Résultat      |
| -------- | ---------------------- | --------------------------------------------- | ---- | ----------- | ------------- |
|          | Daison Nari            | Mouvement tohurihuri                          |      |             |               |
|          | Wilton Tor             | Parti des dirigeants                          |      |             |               |
|          | Christopher Bogiri     | Parti des dirigeants                          |      |             |               |
|          | Keithson Lui           | Groupe Iauko                                  |      |             |               |
|          | Edward Tolak           | PPUD                                          |      |             |               |
|          | Tensly Buleuru         | Terre et Justice                              |      |             |               |
|          | Silas Aru              | Laverwo Pati                                  |      |             |               |
|          | Charlot Salwai         | MRC                                           |      |             | réélu         |
|          | Richard Leona          | MRC                                           |      |             |               |
|          | Jean-Baptiste Saltukro | MRC                                           |      |             |               |
|          | Silas Bule             | Parti national unifié                         |      |             | sortant battu |
|          | Maty Phen Lange        | Parti national unifié                         |      |             | élu           |
|          | McDonald Tabi Bule     | Wan Nakamal Pati                              |      |             |               |
|          | Paul Ruvurup           | Vanua'aku Pati                                |      |             |               |
|          | Noël Bebe              | Union des partis modérés                      |      |             |               |
|          | Blaise Sumptoh         | Parti du développement rural                  |      |             | réélu         |
|          | Marc Muelsul           | Parti du développement rural                  |      |             | réélu         |
|          | Demas Harry            | Parti du développement rural                  |      |             |               |
|          | Norbert Tawal          | Mouvement pour la transformation de l'Océanie |      |             |               |
|          | Joe Melsul             | Indépendant                                   |      |             |               |

Port-Vila : 5 sièges
| Candidat | Candidat            | Parti                                                    | Voix | Pourcentage | Résultat      |
| -------- | ------------------- | -------------------------------------------------------- | ---- | ----------- | ------------- |
|          | Jackson Lessa       | Parti des dirigeants                                     |      |             | élu           |
|          | Joël Langlois       | PPUD                                                     |      |             |               |
|          | Ralph Regenvanu     | Terre et Justice                                         |      |             | réélu         |
|          | David Natuman       | Vanua'aku Pati                                           |      |             |               |
|          | Fred Vurobaravu     | Vanua'aku Pati                                           |      |             |               |
|          | Albea Nalisa        | Vanua'aku Pati                                           |      |             |               |
|          | Harry Ramby         | Vanua'aku Pati                                           |      |             |               |
|          | Norah Wells         | Parti de l'autosuffisance de Vanuatu                     |      |             |               |
|          | Erick Lani          | Union des partis modérés                                 |      |             |               |
|          | Saby Natonga        | Union des partis modérés                                 |      |             |               |
|          | Ishmael Kalsakau    | Union des partis modérés                                 |      |             | réélu         |
|          | Anthony Iarrish     | Union des partis modérés                                 |      |             | réélu         |
|          | Tony Yasyas         | MRC                                                      |      |             |               |
|          | Gérard Metsan       | MRC                                                      |      |             |               |
|          | Tony Atnelo         | Mouvement politique pour la vertu, la paix et la justice |      |             |               |
|          | Erickson Restuetune | Alliance démocrate pour le changement                    |      |             |               |
|          | Marie-Louise Milne  | Confédération verte                                      |      |             | élue          |
|          | Ulrich Sumptoh      | Parti national unifié                                    |      |             | sortant battu |
|          | Joshua Kalsakau     | Parti du développement rural                             |      |             |               |
|          | Silas Yatan         | Parti du développement national                          |      |             |               |
|          | James Tari          | Indépendant                                              |      |             |               |
|          | Christian Tari      | Indépendant                                              |      |             |               |
|          | Basil Hopkins       | Indépendant                                              |      |             |               |
|          | Joseph Nasaganamu   | Indépendant                                              |      |             |               |
|          | Enoch Meltesale     | Indépendant                                              |      |             |               |
|          | Stephen Kalo        | Indépendant                                              |      |             |               |
|          | Ruben Bakeo         | Indépendant                                              |      |             |               |
|          | Christopher Kernot  | Wan Nakamal Pati                                         |      |             |               |
|          | Henri Crowby        | Parti progressiste populaire                             |      |             |               |
|          | William Galileo     | Indépendant                                              |      |             |               |
|          | Mike Kaun           | Indépendant                                              |      |             |               |
|          | Donald Chedrack     | Indépendant                                              |      |             |               |

Santo (hors Luganville) : 7 sièges
| Candidat | Candidat             | Parti                                 | Voix | Pourcentage | Résultat      |
| -------- | -------------------- | ------------------------------------- | ---- | ----------- | ------------- |
|          | Jean-Jacques Maliu   | Parti des dirigeants                  |      |             |               |
|          | Laurent Almele       | Parti des dirigeants                  |      |             |               |
|          | Jean Kendy Singo     | Groupe Iauko                          |      |             |               |
|          | Camillo Ati          | Groupe Iauko                          |      |             | réélu         |
|          | Alfred Maoh          | Terre et Justice                      |      |             |               |
|          | Peter Vari           | Laverwo Pati                          |      |             | sortant battu |
|          | Lulu Sakaes          | Parti du développement rural          |      |             | sortant battu |
|          | Bob Vusitarione      | Parti économique et industriel        |      |             |               |
|          | Hosea Nevu           | Union des partis modérés              |      |             |               |
|          | Ralf Hanold          | Union des partis modérés              |      |             |               |
|          | Kenneth Saul         | Union des partis modérés              |      |             |               |
|          | Rick Mahe            | MRC                                   |      |             | réélu         |
|          | Franklyn William     | MRC                                   |      |             | élu           |
|          | Samson Samsen        | Vanua'aku Pati                        |      |             | réélu         |
|          | Robson Iavro         | Vanua'aku Pati                        |      |             | élu           |
|          | Ronald Warsal        | Vanua'aku Pati                        |      |             |               |
|          | Erick Maliu          | Vanua'aku Pati                        |      |             |               |
|          | Timothy Pune         | Alliance démocrate pour le changement |      |             |               |
|          | Jean-Vincent Charley | Parti national unifié                 |      |             |               |
|          | Mackenzie Olomele    | Parti progressiste populaire          |      |             |               |
|          | Leonard Pikioune     | Nagriamel                             |      |             | sortant battu |
|          | John Lum             | Nagriamel                             |      |             | élu           |
|          | Gaetan Pikioune      | Indépendant                           |      |             | réélu         |
|          | Jean Ravou           | Indépendant                           |      |             |               |
|          | Michael Rite         | Indépendant                           |      |             |               |
|          | Alfred Lily          | Parti des chefs du peuple autochtone  |      |             |               |
|          | Lulu Baia            | Indépendant                           |      |             |               |

Shepherds : 1 siège
| Candidat | Candidat              | Parti                                                    | Voix | Pourcentage | Résultat |
| -------- | --------------------- | -------------------------------------------------------- | ---- | ----------- | -------- |
|          | Willie Pakoa          | Confédération verte                                      |      |             |          |
|          | George Amos           | PPUD                                                     |      |             |          |
|          | John William Timakata | Vanua'aku Pati                                           |      |             | réélu    |
|          | Harrison Luen         | MRC                                                      |      |             |          |
|          | Firiam Baptiste       | Mouvement politique pour la vertu, la paix et la justice |      |             |          |
|          | Madeleine Tom         | Parti du développement progressif de Vanuatu             |      |             |          |
|          | Willie Kalo           | Laverwo Pati                                             |      |             |          |

îles du sud : 1 siège
| Candidat | Candidat        | Parti                    | Voix | Pourcentage | Résultat |
| -------- | --------------- | ------------------------ | ---- | ----------- | -------- |
|          | Netvunei Tomker | Parti des dirigeants     |      |             | réélu    |
|          | Benjamin Shing  | Vanua'aku Pati           |      |             |          |
|          | Martin Nilwo    | Union des partis modérés |      |             |          |
|          | Donald Serel    | MRC                      |      |             |          |

Tanna : 7 sièges
| Candidat | Candidat              | Parti                                         | Voix | Pourcentage | Résultat      |
| -------- | --------------------- | --------------------------------------------- | ---- | ----------- | ------------- |
|          | Kalptu Simil          | Vanua'aku Pati                                |      |             | réélu         |
|          | Bob Loughman          | Vanua'aku Pati                                |      |             | sortant battu |
|          | Johnny Koanapo        | Vanua'aku Pati                                |      |             | réélu         |
|          | Peter Napuat          | Vanua'aku Pati                                |      |             |               |
|          | Joe Natuman           | Vanua'aku Pati                                |      |             |               |
|          | Jacques Natonga       | Union des partis modérés                      |      |             |               |
|          | Robin Kapapa          | Union des partis modérés                      |      |             |               |
|          | Daniel Kamisak        | Union des partis modérés                      |      |             |               |
|          | Nakou Natuman         | Union des partis modérés                      |      |             | sortant battu |
|          | Andrew Wilbur Napuat  | Union des partis modérés                      |      |             | élu           |
|          | Xavier Harry Iauko    | Groupe Iauko                                  |      |             | réélu         |
|          | Jotham Napat          | Parti des dirigeants                          |      |             | réélu         |
|          | James Naumeta         | Parti des dirigeants                          |      |             | élu           |
|          | Thomas Laken          | MRC                                           |      |             |               |
|          | Peter Pata            | MRC                                           |      |             |               |
|          | Jerry Lawrence        | MRC                                           |      |             |               |
|          | Andrew Solomon Napuat | Terre et Justice                              |      |             | réélu         |
|          | Johna Iaru            | Alliance démocrate pour le changement         |      |             |               |
|          | Joseph Newton         | Parti national pour la gouvernance coutumière |      |             |               |
|          | Willie Kapalu         | Parti économique et industriel                |      |             |               |
|          | Ken Nalau             | Indépendant                                   |      |             |               |
|          | John Junior Ierongen  | Indépendant                                   |      |             |               |

Tongoa : 1 siège
| Candidat | Candidat       | Parti                    | Voix | Pourcentage | Résultat |
| -------- | -------------- | ------------------------ | ---- | ----------- | -------- |
|          | Roger Daniel   | Laverwo Pati             |      |             |          |
|          | Willie Kalo    | Union des partis modérés |      |             |          |
|          | Thomson Kokona | PPUD                     |      |             |          |
|          | John Amos      | Mouvement namarakieana   |      |             | réélu    |
|          | Sakarai Toara  | Indépendant              |      |             |          |
|          | Noël Timatua   | Indépendant              |      |             |          |

## Formation du gouvernement
La nouvelle législature s'ouvre le 11 février et élit Stephen Felix, député d'Éfaté pour le Parti des dirigeants, à la présidence du Parlement. Seul candidat au poste de Premier ministre, Jotham Napat, le chef du Parti des dirigeants, est ensuite élu Premier ministre avec cinquante voix favorables et deux bulletins nuls. Cinquième chef du gouvernement du pays en quatre ans, il mène une coalition de cinq partis avec le Vanua'aku Pati, le Parti terre et justice, et le Mouvement de réunification pour le changement et le groupe Iauko.